# Grijpskerke en Poppendamme
Grijpskerke en Poppendamme est une ancienne commune néerlandaise de la province de la Zélande.
Commune éphémère composée des villages de Grijpskerke et de Poppendamme, elle fut supprimée dès le 1er janvier 1816, en même temps que Buttinge en Zandvoort et Hoogelande, qui formèrent ensemble la commune de Grijpskerke.
Sur la carte ci-contre, Poppendamme est situé dans le centre de la commune de Grijpskerke, et Grijpskerke même dans le nord-est.

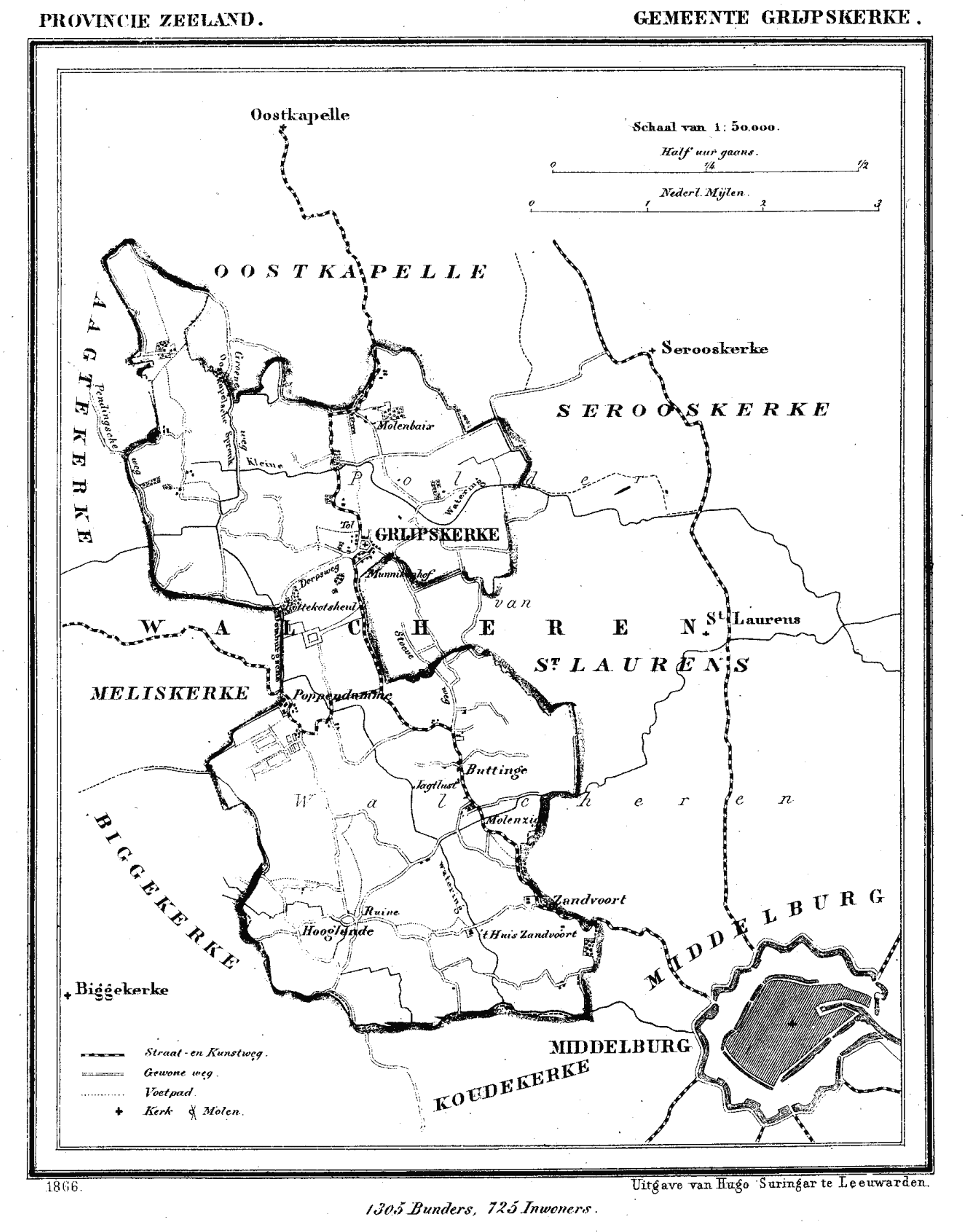
Grijpskerke en 1866